# Miljöbrott
Miljöbrott är en samlande beteckning på de handlingar som uppsåtligen eller av oaktsamhet skadar naturen och klassificerats som brott, vilket exempelvis skett i 29 kapitlet i den svenska miljöbalken. Sådana handlingar räknas som allmänfarliga brott.
Miljöbrott är att förorena mark, luft eller vatten alternativt på annat sätt påverka miljön så att det kan skada djur och växter eller människors hälsa. De vanligaste anmälda och lagförda brotten mot miljöbalken är exempelvis föroreningar eller olägenheter, otillåten miljöverksamhet (tillstånd för en viss verksamhet saknas eller att villkoren överträds) samt nedskräpning. Hit räknas också illegal jakt, spridande av gift eller olovlig avfallshantering. De upptäckta brotten sker främst i näringsverksamhet.
Alla verksamheter som bedöms utgöra en risk för miljön behöver tillstånd från en tillsynsmyndighet. I tillståndet ställs en rad krav som verksamhetsutövaren måste uppfylla; ofta är det just dessa krav som blir utgångspunkten vid misstanke om miljöbrott.
De flesta miljöbrott upptäcks troligen aldrig och än mindre anmäls de. Miljöbrottet saknar ofta ett tydligt offer, till skillnad från när någon blir rånad eller misshandlad. Brotten upptäcks därför i huvudsak genom kontroll och tillsyn från myndigheternas sida. Det innebär att ökad kontroll direkt får genomslag i brottsstatistiken.

## Sverige
Miljöbrottsligheten under ett år kan åskådliggöras genom statistiska uppgifter:
- 4 150 brott mot miljöbalken anmäldes (2010).
- 200 personer lagfördes för miljöbrott (2010).
- 5 procent av miljöbrotten klarades upp så att en person bands till brottet (2010).[2]

Följande exempel illustrerar en tillämpning av miljölagstiftningen: En person åtalades för oaktsamt miljöbrott, närmare bestämt brott mot 29 kapitlet 1 § i miljöbalken. Vid tankning av bensin hade omkring 350 liter släppts ut. Bensin kan typiskt sett medföra en förorening, som är skadlig djur, växter eller människors hälsa. Det är utrett att en sådan mängd bensin rann ut på marken att omfattningen av den skada, som utsläppet typiskt sett kan medföra, inte har ringa betydelse. Högsta domstolen ansåg att personen ansvarade för att tankningen skedde under betryggande former, vilket han underlåtit att säkerställa. Att han omgående vidtog åtgärder för att begränsa skadan saknade betydelse, då det skedde efter att brottet avslutats. Eftersom personen genast vidtog åtgärder, som gjorde att så gott som all bensin kunde samlas upp och att utsläppet därmed i princip inte orsakade någon skada, sattes påföljden till minsta antalet dagsböter. Personen dömdes därför till 30 dagsböter om 130 kr.